# Ganguvāda
Ganguvāda (teluga: గంగువాడ) är en ort i Indien.   Den ligger i distriktet Srīkākulam och delstaten Andhra Pradesh, i den sydöstra delen av landet, 1 300 km sydost om huvudstaden New Delhi. Ganguvāda ligger 220 meter över havet och antalet invånare är 2 065.
Terrängen runt Ganguvāda är kuperad österut, men västerut är den platt. Runt Ganguvāda är det tätbefolkat, med 397 invånare per kvadratkilometer. Närmaste större samhälle är Parlākimidi, 13,0 km norr om Ganguvāda. Omgivningarna runt Ganguvāda är en mosaik av jordbruksmark och naturlig växtlighet.